# محمد باقر الشبيبي
محمد باقر بن جواد بن محمد الشبيبي (1889 - 1960) شاعر عراقي ومن رجال الثورة العشرين. ولد في النجف ونشأ فيها ودرس على أبيه محمد جواد الشبيبي وأخيه محمد رضا، ثمّ في مدارس النجف، فأتقه اللعربية ونحوها وأدبها. دخل السياسية بعد إعلان الدستور العثماني عام 1908 وبدأ ينشر شعره الوطني، واشترك في بعض الحركات السريّة. انضم إلى الثورة العراقية عام 1920 وكان أحد قوّادها. أصدر في العام نفسه جريدة الفرات الأسبوعية ناطقة باسم الثورة، ولكنّها عطّلت بعد خمسة أعداد. انتُخب نائبًا عن لواء المنتقك عدة مرّات. من مؤلفاته ديوان شعر. 

## سيرته
ولد محمد باقر بن محمد جواد الشبيبي البطائحي الأسدي مدينة النجف سنة 1889. تلقى في النجف مقدمات العلوم في المدارس الدينية، كما نهل من ثقافة أبيه الأدبية، وبدأت قصائده ومقالاته- في صحف العراق وسورية- تقدمه إلى القراء. أسهم مع شبان بغداد في إنشاء جمعية سرية (1919) أسموها جمعية حرس الاستقلال لمقاومة الاستعمار البريطاني للعراق، كما شارك في ثورة العشرين بالمنشورات والمظاهرات وأصدر جريدة الفرات صدر منها خمسة أعداد.في زمن الملكية الهاشمية انتخب نائباً في أربع دورات برلمانية، فغدا كاتباً سياسياً، من أبرز خطباء المعارضة. عين مفتشاً للغة العربية بوزارة المعارف 1933 وألغيت وظيفته بعد مدة وجيزة.كان يلجأ في نشر كتاباته إلى تواقيع مستعارة.

توفي في بغداد سنة 1960. 

## شعره
له ديوان صغير مخطوط، محفوظ في مكتبة المجمع العلمي العراقي ببغداد، لا يضم كل شعره، وله قصائد وقطع جمعها عبد الرزاق الهلالي، ونشرها في كتابيه: الشاعر الثائر الشيخ محمد باقر الشبيبي ، بغداد 1965 ودراسات وتراجم عراقية،بيروت 1972.
ذكره عبد العزيز البابطين في معجمه وقال «يعطي التنوع الموضوعي لقصائده صورة المثقف الحاضر المؤثر في عصره، فالشبيبي الثائر يكتب القصيدة السياسية التحريضية يؤلب بها على الاستعمار، والشبيبي العربي المحتفي بتاريخ وطنه ونهضة أمته يعيد الوعي بالمتنبي إلى قارئه، ويحيي أحمد شوقي، والشبيبي المحتفي بالجديد يلتفت إلى فن المسرح ويحتفي بنجومه... إلخ. وتكشف هذه الاستجابات المختلفة عن حسه الفني ودربته، إذ تختلف الإى قاعات والبحور، وتتنوع القوافي، وتطول أو تقصر القصائد، وتتحد أو تختلف القوافي، مما يفتح مجالاً فسيحاً للتلقي.»

## وصلات خارجية
- في موقع أرشيف المجلات